# Tonga ai Giochi della XXXI Olimpiade
Tonga ha partecipato ai Giochi della XXXI Olimpiade, che si sono svolti a Rio de Janeiro, Brasile, dal 5 al 21 agosto 2016, con una delegazione di sette atleti impegnati in quattro discipline: atletica leggera, nuoto, taekwondo e tiro con l'arco. Portabandiera alla cerimonia di apertura è stato il taekwondoka Pita Taufatofua. Si è trattato della decima partecipazione di questo paese ai Giochi. Non sono state conquistate medaglie.

## Atletica
| Atleta          | Evento       | Batterie | Batterie   | Quarti          | Quarti          | Semifinali      | Semifinali      | Finale          | Finale          |
| Atleta          | Evento       | Tempo    | Classifica | Tempo           | Classifica      | Tempo           | Classifica      | Tempo           | Classifica      |
| --------------- | ------------ | -------- | ---------- | --------------- | --------------- | --------------- | --------------- | --------------- | --------------- |
| Siueni Filimone | 100 m uomini | 10"76    | 2°         | DNS             |                 | non qualificato | non qualificato | non qualificato | non qualificato |
| Taina Halasima  | 100 m donne  | 12"80    | 6ª         | non qualificata | non qualificata | non qualificata | non qualificata | non qualificata | non qualificata |

## Nuoto
| Atleta         | Evento               | Batterie | Batterie   | Semifinali      | Semifinali      | Finale          | Finale          |
| Atleta         | Evento               | Tempo    | Classifica | Tempo           | Classifica      | Tempo           | Classifica      |
| -------------- | -------------------- | -------- | ---------- | --------------- | --------------- | --------------- | --------------- |
| Amini Fonua    | 100 m rana m.        | 1:06"40  | 45ª        | non qualificato | non qualificato | non qualificato | non qualificato |
| Irene Prescott | 50 m stile libero f. | 28"68    | 61ª        | non qualificata | non qualificata | non qualificata | non qualificata |

## Taekwondo
Maschile
| Atleta          | Evento | Ottavi                  | Quarti               | Semifinale           | Ripescaggio Turno 1  | Ripescaggio Turno 2  | Finale               | Classifica      |
| Atleta          | Evento | Avversario Risultato    | Avversario Risultato | Avversario Risultato | Avversario Risultato | Avversario Risultato | Avversario Risultato | Classifica      |
| --------------- | ------ | ----------------------- | -------------------- | -------------------- | -------------------- | -------------------- | -------------------- | --------------- |
| Pita Taufatofua | +80 kg | S. Mardani (IRI) P 1-16 | non qualificato      | non qualificato      | non qualificato      | non qualificato      | non qualificato      | non qualificato |

## Tiro con l'arco
| Atleta           | Evento                | Round di qualificazione | Round di qualificazione | 32-esimi                    | 16-esimi                  | Ottavi                    | Quarti                    | Semifinali                | Finale/ Finale per il bronzo | Pos.            |
| Atleta           | Evento                | Punteggio               | Seed                    | Avversario Seed Punteggio   | Avversario Seed Punteggio | Avversario Seed Punteggio | Avversario Seed Punteggio | Avversario Seed Punteggio | Avversario Seed Punteggio    | Pos.            |
| ---------------- | --------------------- | ----------------------- | ----------------------- | --------------------------- | ------------------------- | ------------------------- | ------------------------- | ------------------------- | ---------------------------- | --------------- |
| Arne Jensen      | Individuale maschile  | 604                     | 61                      | S. van den Berg (NED) P 3-7 | non qualificato           | non qualificato           | non qualificato           | non qualificato           | non qualificato              | non qualificato |
| Lusitania Tatafu | Individuale femminile | 559                     | 63                      | Chang H.-j. (KOR) P 0-6     | non qualificata           | non qualificata           | non qualificata           | non qualificata           | non qualificata              | non qualificata |